# علم بورتوريكو
أعتمد علم كومنولث بورتوريكو في سنة 1952، ويتكون العلم البورتوريكي من خمسة خطوط أفقية ثلاثة منها باللون الأحمر وإثنتان منها باللون الأبيض ويحتوي كذلك على مثلث متساوي الأضلاع باللون الأزرق وفي وسط المثلث توجد نجمة خماسية الشكل بيضاء اللون، والعلم البورتوريكي مشابه للعلم الكوبي ولكن بعكس اللونين الأزرق والأحمر مكان بعضهما البعض، وذلك لجعله الأكثر تشابهاً مع ترتيب علم الولايات المتحدة.

## معنى ألوان العلم
- الأحمر: يرمز إلى دماء المحاربين الشجعان.
- الأبيض: يرمز إلى النصر والسلام.
- المثلث الأزرق: يرمز إلى مثلث برمودا الذي يمرّ بالساحل الشمالي للعاصمة سان خوان.
- ★ النجمة البيضاء الخماسية الشكل ترمز إلى وحدة البلاد.

## أعلام تاريخية

علم القيادة العامة لبورتوريكو مابين عامي 1492-1785
علم القيادة العامة لبورتوريكو مابين عامي 1785-1898
علم مستعمرة بورتوريكو مابين عامي 1898-1952
علم كومنولث بورتوريكو مابين عامي 1952-1995

## أعلام انفصالية

علم لاريس الثوري المعتمد عام 1868، والذي استعمل من قبل حركة الاستقلال في بورتوريكو
علم بورتوريكو باللونين الأسود والأبيض، والمعروف أحياناً بعلم الحمار الوحشي

## أعلام مشابهة

علم كوبا
علم شركة النقل البحري النرويجية ديت ستافانغرسكه دامبسكيبسيلسكاب
علم أوهايو